# 野木和公園
野木和公園（のぎわこうえん）は青森県青森市にある青森市立の都市公園（総合公園）。

## 公園概要
野木和湖を中心に、こどもの国、ピクニック広場、水辺散策園、林間散策園、ふるさとの森の5つのエリアから構成されている。春は桜の名所として花見客で賑わうが、桜は1922年（大正11年）に住民が植えたものである。
- 総面積33.9ha[2]
  - 子どもの国4.1ha[2]
  - ピクニック広場3.5ha[2]
  - 水辺散策園4.3ha[2]
  - 林間散策園3.8ha[2]
  - ふるさとの森4.9ha[2]
- 桜約500本

## 野木和湖
灌漑用溜池としてかつて作られたものを拡張した人造湖である。ヘラブナ釣りで有名だったが、近年はブラックバス釣りが盛んである。ボートに乗る事もでき、水鳥も飛来する。
- 広さ13.3h
- 深さ5m

- 橋梁
  - 野木和散策橋
  - 湖上大橋
  - みかえり橋
  - 幸運橋

## アクセス
- 青森市営バス
  - 野木和団地線「野木和公園入口」下車徒歩約5分